# N M Rothschild & Sons
N M Rothschild & Sons Limited o Rothschild Group (comúnmente conocido como Rothschild) es una compañía multinacional británica de banca de inversión controlada por la familia Rothschild. Fue fundada en la City de Londres en 1811 y actualmente es la división británica de Rothschild & Co, una firma global con 57 oficinas en todo el mundo. Es el séptimo banco más antiguo en funcionamiento continuo en el Reino Unido.
La división de asesoramiento financiero de Rothschild es conocida por servir a la nobleza británica, incluida la familia real británica. El presidente Evelyn Rothschild era el asesor financiero personal de Su Majestad Isabel II del Reino Unido, quien lo nombró caballero en 1989 por sus servicios a la banca y las finanzas.